# Ordre d'Idris Ier
L'ordre d'Idris Ier est une décoration libyenne créée en 1947.

## Histoire
Cet ordre est fondé en 1947 par Idris Ier, alors qu'il est émir de Cyrénaïque. Il devient ensuite le seul monarque qu'ait connu la Libye entre 1951 et 1969. C'est le premier des ordres d'État de la Libye et, en tant que tel, il n'était accordé qu'aux monarques et chefs d'État étrangers en signe d'amitié. Après la chute de la monarchie en 1969, il subsiste en qualité d'ordre dynastique de la maison Al-Sanoussi.

## Grades
L'ordre est divisé en 2 classes :
- Grand collier : réservé aux monarques et chefs d'État ;
- Grand cordon : réservé aux conjoints des chefs d'État, aux princes et princesses royaux et membres des familles royales.

## Liste de récipiendaires notables
- Constantin II, roi des Hellènes ;
- Élisabeth II, reine du Royaume-Uni ;
- Farouk, roi d'Égypte ;
- Haïlé Sélassié Ier, empereur d'Éthiopie.